# マルト・アノー

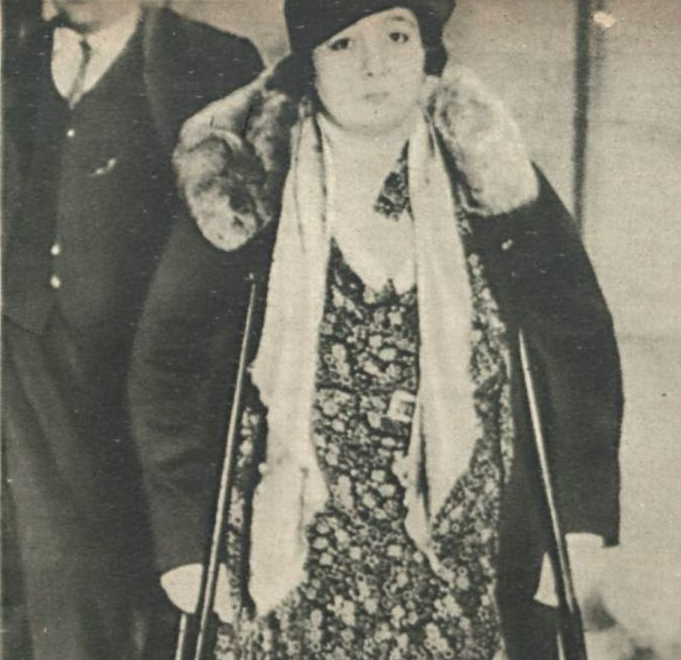
マルト・アノー

マルト・アノー（Marthe Hanau、1886年1月1日 - 1935年7月14日）は、「狂乱の時代」と呼ばれた1920年代にフランスの金融界を揺るがせた女性銀行家。

## 生涯
パリ生まれ。両親はアルザス出身のユダヤ人で商店主。ビジネスマンと結婚し、離婚したがその元夫とともに、1925年に投資情報誌『La Gazette du Franc et des Nations』を創刊。低金利だった当時にあって、8％という高金利を謳って顧客を集め、それを元に株式運用していたが、ライバル銀行の調査によって、彼女が扱っている株のほとんどが仲間内の実態のないペーパーカンパニーのもので、詐欺的行為であると非難された。マルトは政治家に賄賂をおくって噂の火消しを図ったが、1928年の暮れに逮捕された。
すべての顧客に返金を約束するとして、保釈を求めたが、認められず、サンラザール刑務所に収監。ハンガー・ストライキを始めて無実と保釈を主張したところ、病院送りとなる。下着のままセーブルのコートをまとって病院から逃げ出し、タクシーで刑務所に戻ったことで、世間をさらに賑わせた。1932年2月に裁判が始まると、賄賂を渡した政治家たちの名前を明らかにしたため、一大スキャンダルに発展した。
懲役2年の判決が下されたが、すでに収監期間が長かったため、ほどなく釈放される。『Forces』という週刊の金融専門誌を買い取り、1932年4月に、金融市場のいかがわしさについての暴露記事を書き、政界・金融界を激震させた。この記事の一部が不当な情報漏洩に当たるとして再び1934年に逮捕され、懲役3年の刑を言い渡されるが、1935年7月にフレンヌ刑務所内で死去。睡眠薬自殺したとされている。

## 映画
マルトの生涯をベースに、1980年にロミー・シュナイダー主演で『華麗なる女銀行家』として映画化された。